# Divadlo kouzel Pavla Kožíška

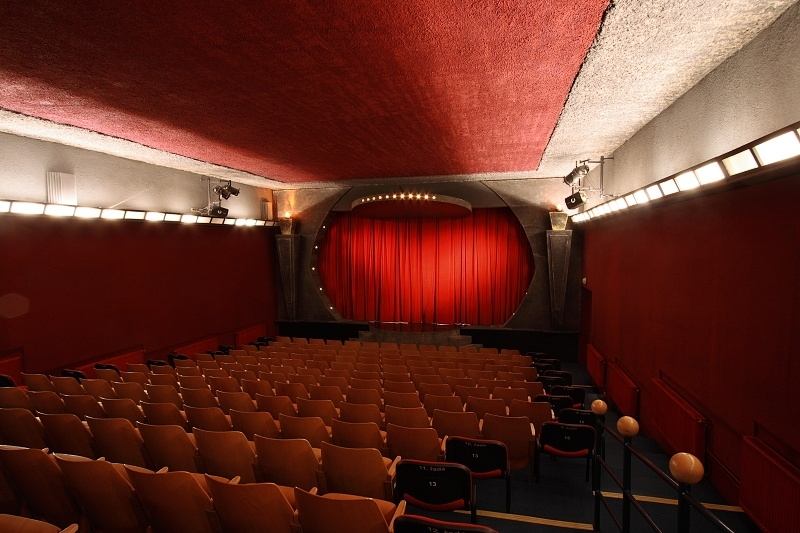
Jeviště Divadla kouzel

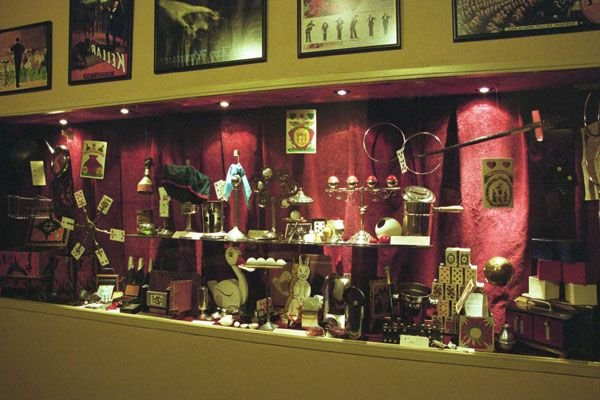
Výstavka dobových rekvizit

Divadlo kouzel Pavla Kožíška je kouzelnické divadlo v Líbeznicích u Prahy. Divadlo vzniklo v roce 2003 a jeho zakladatelem a ředitelem je český kouzelník Pavel Kožíšek. Divadlo uvádí pořady pro děti a dospělé, které spojují svět magie, iluze a kouzel. V přízemí divadla je Zrcadlový labyrint s velkým zrcadlovým bludištěm, síní smíchu s prohnutými zrcadly, antigravitační místností a řadou optických iluzí a klamů. Od roku 2004 do roku 2016 se zde konal festival Velká cena divadla kouzel, který pořádal principál divadla Pavel Kožíšek.
Divadlo kouzel je také oblíbeno televizemi vznikly zde snímky a tv pořady jako: Na vlastní oči, Bydlet jako…, Pokr ČT, Barrandovská Sedmička, Toulavá kamera, Záhady Toma Wizarda, O češtině a další. V divadle kouzel se také natáčel jeden díl ze seriálu V.I.P vraždy 2, ve kterém si také zahrál Pavel Kožíšek. Také se zde v roce 2009 natáčela scénka z televizního cyklu 3+1 s Miroslavem Donutilem, ve kterém hrál Martin Dejdar, Hana Mašlíková, Miroslav Donutil a další.
Otevírání divadlu pomohla i řada slavných osobností. Jan Musil moderoval slavnostní otevření, tandem Těžký pokondr a houslový virtuos Jaroslav Svěcený se stali kmotry divadla, Iva Hüttnerová divadlu namalovala a věnovala několik obrázků, kreslíř Mirek Vostrý namaloval pro divadlo kouzelnické vtipy, režisér Juraj Herz si jako první sáhnul na kouzelnickou hůlku, která prý plní tajná přání, hitmejkr Michal David nahrál divadlu kouzel znělku, kterou namluvil herec Pavel Trávníček.

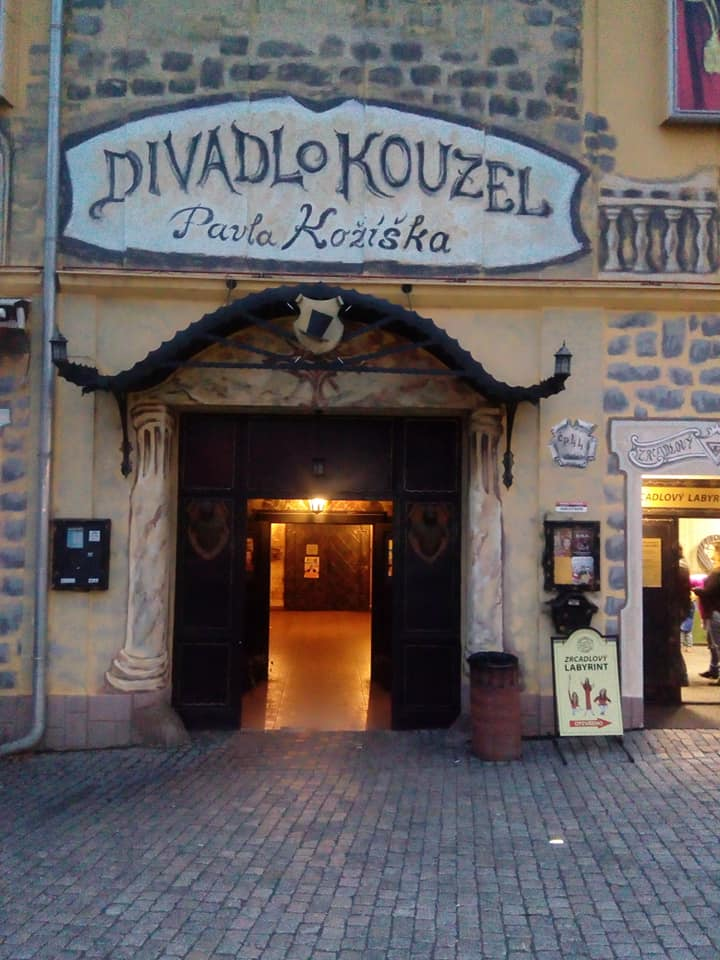
Vchod DIVADLA KOUZEL

Divadlo kouzel uvádí několik představení:
- Hra kouzel a magie
- Magická esa
- Kouzelné Vánoce aneb já nejsem ježíšek ale Kožíšek
- Škola kouzel
- S kouzly kolem světa
- Pro firmy (soukromé představení) Nechte zmizet svého šéfa